# Diplotaxis circulans
Diplotaxis circulans är en skalbaggsart som beskrevs av Patricia Vaurie 1960. Diplotaxis circulans ingår i släktet Diplotaxis och familjen Melolonthidae. Inga underarter finns listade i Catalogue of Life.